# Сейлор Меркурий
Сейлор Меркурий (яп. セーラーマーキュリー Сэ:ра: Ма:кюри:) — один из основных персонажей метасерии «Сейлор Мун», гениальная школьница, которая может превращаться в одного из воинов в матроске. 
Настоящее имя героини — Ами Мидзуно (яп. 水野 亜美 Мидзуно Ами).

## Описание героини
Сейлор Меркурий — первый член команды героев, обнаруженный Сейлор Мун. Она является «мозгом» команды воинов. 
Её силы связаны с водой во всех формах; также она может использовать свой суперкомпьютер, который дала ей Луна, для анализа ситуации в битве, так как Ами разбирается в технике лучше всех.
Кроме основного повествования серии «Сейлор Мун» Ами появляется в собственной короткой истории «Ami’s First Love» («Первая любовь Ами»). Изначально эта история публиковалась в 14 томе оригинальной манги. Это — единственная из трёх «Экзаменационных историй», которая была экранизирована в аниме. В дополнение было выпущено множество «image songs» для Ами, включая три сингла на мини-CD (англ. Mini CD single).
Ами стала самым популярным женским аниме-персонажем 1993 года по рейтингу японского журнала «Animage» и продолжала удерживать позиции в нём вплоть до 1997 года.

## Профиль
Самой заметной чертой Ами является её высокий интеллект. В аниме и манге говорится о слухах, по которым её IQ составляет порядка трёхсот, тогда как в мюзиклах это сообщается как факт. Согласно аниме и мюзиклам она свободно владеет английским языком. Её ровесники относятся к ней со страхом и неприязнью, путая её застенчивость с заносчивостью, так что ей сложно заводить друзей. Ами представляется как мягкая, нежная, преданная и немного беззащитная. Энн Эллисон описывает её как «умную девочку, которой нужно расслабиться», называя её «честной» и «трудолюбивой», «всем, чем не является Усаги». В начале истории она во многом полагается на одобрение матери, учителей и друзей, но в ходе истории становится сильнее и увереннее в себе. Ами — самая восприимчивая среди главных героев и часто единственная, кто смущается, когда команда оказывается в неловком положении. В начале истории она посещает младшую старшую школу Адзабу Дзюбан вместе с Усаги Цукино и, позже, с Макото Кино.

Ами в школьной форме, нарисованная Наоко Такэути

В течение всей серии большую часть свободного времени Ами проводит за учёбой. Она любит читать и мечтает в будущем стать врачом, как её мать, и становится им в «Parallel Sailor Moon» и игровом сериале. В мюзиклах мечта Ами учиться за рубежом и стать врачом является повторяющейся темой. Первая часть Dream Yume wa Ookiku (яп. ドリーム　夢は大きく букв. Dream - Мечты велики) демонстрирует конфликт между желаниями Ами учиться за рубежом как взрослой или остаться со всеми и вести себя как обычный подросток. Она встретилась с похожей дилеммой и в аниме, только вставшей острее: получив возможность учиться в Германии, она даже отправилась в аэропорт, пока не решила всё-таки остаться в Японии и продолжать бороться со злом вместе с друзьями.
Ами высоко ценит искусство, как и науку, и, вопреки обычному образу книжного червя даже увлекается поп-культурой и любовными романами (хотя обычно смущается признавать это). И в манге, и в аниме усердие Ами в учёбе становится ходячей шуткой; она часто комически отчитывает Усаги и других за то, что они не делают домашнее задание, а иногда может зациклиться на том, чтобы быть лучшим учеником. Её характер может быть интерпретирован как политический комментарий на образовательную систему Японии. Временами она тянется к парням своего возраста, а в другой раз испытывает отвращение к самой идее встречаться с ними. Любовные письма значатся среди вещей, с которыми у неё проблемы, когда позже она получает одно, ведёт себя опрометчиво. В аниме её одноклассник по имени Урава узнаёт истинную Ами и выражает свою симпатию к ней, но дальнейшего развития отношения не получают, так как этот персонаж исчезает после двух появлений в первой части сериала.
Помимо чтения Ами увлекается игрой в шахматы и плаванием. Компьютеры числятся её сильной стороной; она даже посещает клуб в школе. Ей нравятся все уроки, особенно математика. Любимая еда — бутерброды и аммицу, тогда как желтохвостый тунец ей ненавистен. К другим увлечениям относятся кошки, а любимым цветом является аквамарин.
Ами — одна из немногих героинь в серии, чьё семейное положение прямо указано в аниме. Её родители разведены, и она живёт вместе со своей матерью, врачом, редко бывающей дома и постоянно занятой на работе. Согласно игровому сериалу её мать зовут Саэко. Они очень похожи, и Ами восхищается своей матерью и хочет вырасти такой же, как она. Мать героини изображена хорошим человеком, открыто возмущающимся тем, что не может проводить больше времени с дочерью. Имя отца Ами никогда не упоминается, но в манге и аниме говорится, что он художник. В манге упоминается, что он никогда не навещает их, но на день рождения присылает дочери открытки. Думая об этом, Ами иногда возмущается эгоизмом родителей при разводе, частично из-за того, что развод в Японии является табу. Хотя в аниме Ами, похоже, ценит своего отца и разделяет некоторые его художественные черты, однажды даже написав слова к песне. В манге известно, что мать Ами достаточно богата, так как они живут в кондоминиуме. Ами проверяет силу меча, который воины получили на Луне, используя его, чтобы расколоть бриллиантовое кольцо (алмаз считается самым твёрдым минералом). Когда девочки паникуют из-за такой траты, она успокаивает их, говоря, что у матери много таких.
В игровом сериале Ами особенно скромная и обычно носит очки на публике, даже несмотря на то, что они ей не нужны. В средней школе у неё не было друзей до встречи с Усаги, поэтому обедала она обычно одна на крыше школы. Усаги, похоже, единственная, кто понял, что Ами очень застенчива, а вовсе не заносчива. Дружба с ней помогает девочке понять, что она больше, чем «книжный червь». В акте 34, когда мать Ами пытается перевести её в другую школу, так как считает, что друзья оказывают на неё плохое влияние, Ами восстаёт, пропуская собеседование и проводя ночь в секретном убежище воинов вместе с Рэй Хино. Позже она говорит своей матери, что то, что она сейчас делает в своей жизни, важнее, чем учёба.
Ами — добрая и нежная девочка, которая не любит ссор и испытывает отвращение к причинению вреда невинным людям. Эта черта отображена даже в названии одной из серий аниме: «Поверь в любовь! Ами, добросердечный воин», — в которой она уговаривает Сейлор Уран и Сейлор Нептун не убивать Хотару. Как и у товарищей, её преданность Сейлор Мун непоколебима, и за принцессу она принесёт в жертву даже свою жизнь, если будет необходимо.

## Формы
| Первое появление     |        |           |            |
| Обличье              | Манга  | Аниме     | Телесериал |
| Ами Мидзуно          | Акт 2  | Серия 8   | Акт 1      |
| Сейлор Меркурий      | Акт 2  | Серия 8   | Акт 2      |
| Тёмный Меркурий      | --     | --        | Акт 21     |
| Вторая (Супер) форма | Акт 35 | Серия 143 | --         |
| Принцесса Меркурия   | Акт 41 | --        | --         |
| Третья форма воина   | Акт 42 | --        | --         |

Как персонаж с несколькими реинкарнациями, особыми силами, трансформациями и долгим временем жизни, растянутым между эрой Серебряного Тысячелетия и 30-м веком, по ходу серии Ами получает разные формы и псевдонимы.

### Сейлор Меркурий
Личность Ами как воина — Сейлор Меркурий. Она носит униформу в оттенках синего и в течение серий получает различные титулы, включая, например, такие как «воин воды и знаний», «солдат мудрости», «воин справедливости и мудрости», и «воин любви и экзаменов». Её личность остаётся такой же, как и в обычном состоянии, хотя некоторые силы доступны ей только в этой форме.
По-японски планета Меркурий называется Суйсэй (яп. 水星), где первый кадзи значит «вода», а второй определяет небесный объект. Хотя в аниме используется римское название планеты, способности Сейлор Меркурий основаны на воде в связи с японской мифологией. Большая часть её способностей носят стратегический характер, а не атакующий, и она использует различные детали компьютерного оборудования, чтобы изучить врага.
Становясь сильнее, Сейлор Меркурий получает новые силы, и в ключевые моменты её форма меняется, чтобы отразить это. Первое изменение происходит в 25-м акте манги, когда она получает кристалл Меркурия и её униформа становится похожа на одежду Супер Сейлор Мун. В то же время она не получает нового титула. Похожее событие происходит между 143 и 151 сериями аниме, но там она получает новое имя — Супер Сейлор Меркурий. Третья форма появляется только в манге в 42 акте, опять неназванная, но схожая с Вечной Сейлор Мун (без крыльев).

#### Тёмная Сейлор Меркурий

Тёмная Сейлор Меркурий, изображаемая Тисаки Хама, носит заметно отличающуюся от своей «светлой» половины униформу.

В «Pretty Guardian Sailor Moon» Ами ненадолго овладевают силы Тёмного королевства, и она становится Тёмной Сейлор Меркурием. Впервые она появляется в таком виде в 21 акте в качестве слуги Кунсайта. Её матроска имеет чёрную отделку тюлем и кружевом сзади и на перчатках, знак принадлежности к Тёмному королевству появился на её тиаре и сапогах. Она также получила цепочку с чёрным брелоком вокруг талии. Фраза, используемая ею при трансформации («Dark Power! Make-up!»), произносится более мрачным тоном. Она владеет мечом, похожим на сосульку, который создала сама при первой трансформации. На промофотографиях, выпущенных до её первого появления, она была показана с другим мечом, который, казалось, имел струны, похожие на арфу или скрипку; она также была замечена держащей лук. Этот меч впоследствии был редекорирован и отдан Зойсайту.
Тёмная Сейлор Меркурий была создана благодаря Кунсайту. Он похитил Ами в момент, когда она была беззащитна, а другие воины заняты. Кунсайт подверг её силам королевы Металии, вызвав сильное изменение личности, также как и изменение униформы. Она самоуверена вплоть до эгоизма и продолжает посещать школу в своей обычной форме, в основном для того, чтобы противостоять Усаги, промывая мозги всем её бывшим друзьям. Одетая в основном в чёрное, злая Ами ходит медленно и драматично, а в моменты конфронтации с воинами она проявляет садистское веселье.
Тёмная Сейлор Меркурий не желает быть последователем кого бы то ни было и всегда старается преследовать свои собственные цели, которые состоят в желании убить своих друзей и стать настолько сильной, насколько это возможно. Она демонстрирует вопиющее неуважение к Кунсайту и другим Ситэнно, даже королеве Погибель, возможно потому, что, в отличие даже от Ситэнно, она напрямую была связана с силой Металии во время её превращения, вместо того, чтобы иметь королеву Погибель или другого посредника для её фильтрации.
Несмотря на эти изменения, некоторые черты настоящей Ами так и остались у неё. Тёмная Сейлор Меркурий всё же хочет быть хорошей ученицей и иметь друзей, отсюда промывка мозгов одноклассникам. Она кажется сохранившей чувство сострадания, что заметно, когда она чинит накидку Нефрита, сообщая, что ей не нравится видеть его одного.
Временами Сейлор Мун пытается вылечить подругу силой Серебряного кристалла. Правда, Меркурий всегда успевала скрыться, пока заклинание ещё не закончено, но это дало некоторый эффект, позже сыгравший важную роль в её восстановлении. В 28 акте она окончательно вернулась в норму. Катализатором для этого стала победа над Сейлор Мун: Меркурий увидела своих раненых друзей, осознала, что беспокоится об Усаги, и вспомнила, кто она есть. После того, как Ами была вылечена, у неё не осталось воспоминаний о том, что она делала будучи Тёмным Меркурием.

### Принцесса Меркурия

Символ планеты Меркурий.

Согласно манге во времена Серебряного Тысячелетия Сейлор Меркурий была принцессой своей родной планеты. Она была среди тех, чьей обязанностью было охранять принцессу Лунного Королевства Серенити. Как принцесса Меркурия она обитала в Замке Маринер и носила голубое платье — она появляется в таком наряде в оригинальной манге и в сопровождающем арте. Наоко Такэути однажды нарисовала её в руках Зойсайта, но никаких других романтических линий между ними не было ни в манге, ни в аниме. В первом мюзикле говорится о том, что они двое были влюблены друг в друга во времена Лунного Королевства; это чётче указано в позднем Eien Densetsu, где Ами и переодетый Зойсайт исполняют дуэтом «A Fabricated Forevermore» (яп. 偽りの Forevermore Ицувари но forevermore, Itsuwari no forevermore).

## Способности
В манге Ами может определять наличие воды без помощи каких-либо приспособлений, но кроме этого ни разу не показано, что она могла бы использовать другие свои способности, не превращаясь. Чтобы превратиться в воина, она должна сначала поднять специальное устройство (ручку, браслет, палочку или кристалл) в воздух и прокричать специальную фразу: «Mercury Power, Make-up!» Становясь сильнее и получая новые устройства для превращения, она уже меняет эту фразу, чтобы пробудить силу звезды, планеты или кристалла Меркурия. В аниме последовательность кадров превращения Сейлор Меркурий со временем слабо меняется, только обновляется фон или добавляются изменения в соответствии с её новой одеждой или новым устройством для превращения, но все они включают поток воды, который закручивается вокруг её тела пока она вращается, формируя её костюм с помощью эффекта зыби.
Сейлор Меркурий обладает силами, позволяющими управлять водой. В течение всей первой сюжетной арки она использует свои силы только для того, чтобы создавать густые облака тумана, запутывая и ослепляя врагов, пока её друзья готовят более точные атаки. В манге она обычно делает это молча, тогда как в аниме она называет это Shabon Spray («Мыльный дождь»). В новом издании манги эта сила переименована в Mercury Aqua Mist для соответствия игровому сериалу, в котором она имеет луч с таким названием, способный уничтожить более слабых врагов. В сериале она использует всего пять атак, большая часть из которых — вариации первой.
Первая непосредственно атакующая способность Сейлор Меркурия Shine Aqua Illusion появляется во второй сюжетной арке. Она может быть использована как обычный снаряд, чтобы превратить врагов в сплошной лёд, или чтобы создать защитный барьер. Кроме вариаций предыдущих способностей (в основном меняющихся только добавлением «Freezing» или «Snow»), её следующей атакой стала Mercury Aqua Mirage, используемая в третьей арке манги и в истории «Ami’s First Love» (манга и аниме). Её последняя и сильнейшая способность появилась в четвёртой сюжетной арке, когда она обрела свою вторую форму воина («Супер Сейлор Меркурий» в аниме). За ней она получает специальное оружие, Арфу Меркурия, а к ней Mercury Aqua Rhapsody, становящуюся её основным орудием атаки до самого конца произведений. В аниме арфа находится лишь глубоко в подсознании героини. В манге же арфа является вполне осязаемой вещью. Более того, Сейлор Меркурий получила свою арфу от хранителя её силы. В манге арфа Меркурия, также как и другое оружие внутренних воинов, имеет свои «желания» и может даже говорить.
В дополнение к своим способностям, Сейлор Меркурий обладает бо́льшим количеством немагических устройств, чем другие воины. В самом начале приключений она часто использует мощный «микроминиатюрный суперкомпьютер», что позволяет ей делать особые вычисления, сканировать окрестности, отслеживать движения как союзников, так и врагов и определять слабые точки противника. Компьютер синхронизирован с её очками Меркурия, которые анализируют зону вокруг неё и выводят информацию перед её глазами и на монитор компьютера. Визор может быть своего рода голограммой; он появляется вокруг её лица, когда она прикасается к своей серёжке. В манге она иногда показывается носящей небольшой микрофон, соединённый с её серёжкой, который она использует для общения с Луной, находящейся в тайном убежище воинов. Все эти устройства выпадают из использования с развитием сюжета. В игровом сериале она, как и большинство других воинов, получает тамбуриноподобное оружие, называемое Sailor Star Tambo. Она использует его для атаки Mercury Aqua Storm, а позже может превращать в меч. Она также может создавать мечи из воды (и в образе Сейлор Меркурий, и в образе Тёмного Меркурия).
В манге кристалл и арфа Меркурия являются самыми важными для неё магическими вещами. Форма арфы в действительности больше напоминает лиру, инструмент меньший, чем арфа, который, согласно римскому мифу, был создан богом Меркурием.

## Разработка персонажа

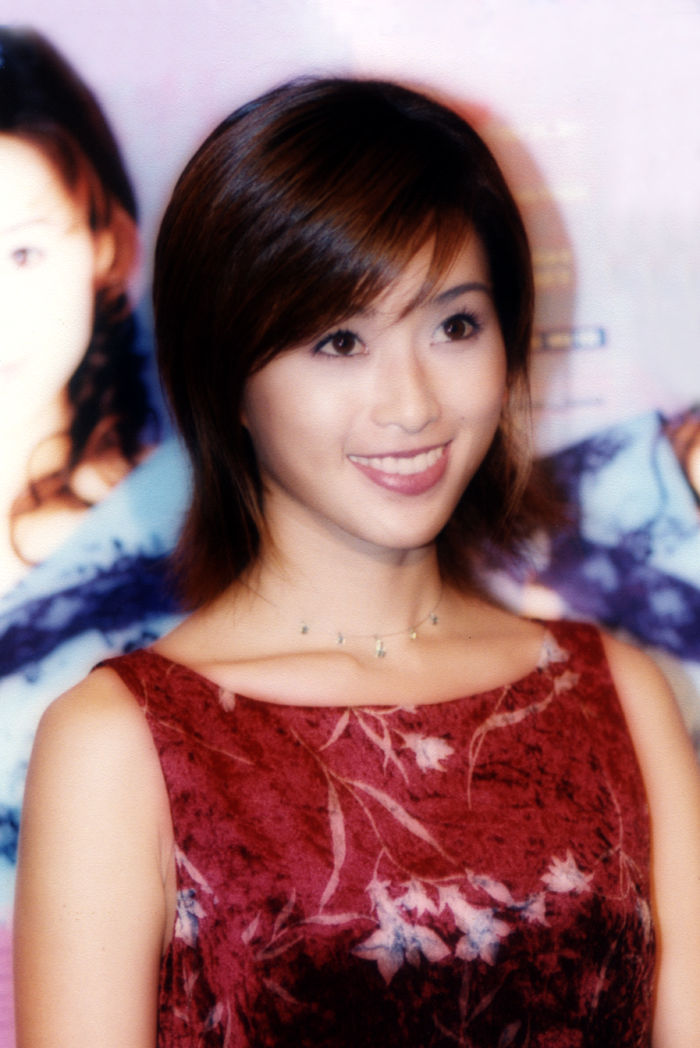
Норико Сакаи — Такэути описывает Ами похожей на Норико Сакаи.

В первоначальных планах для аниме по манге Codename: Sailor V Ами не было, но вместо неё у Минако была очень похожая на Ами подруга, Хикару Сорано. Но когда концепция произведения сменилась, поставив в центр сюжета Сейлор Мун, появилась и Ами.
Наоко Такэути создала Ами как «мозг команды», дав ей интеллект гения, чтобы создать впечатление, что она не совсем человек. По факту, этот персонаж изначально задумывался как киборг. Одна из возможных сюжетных линий включала потерю у неё руки или другие повреждения, из-за которых Ами могла умереть, но редактор Такэути отклонил эту идею, так что Ами осталась полностью человеком.
Оригинальный дизайн костюма Сейлор Меркурий, как и у других воинов, был полностью уникален. Он состоял из длинных перчаток, розовых лент, наплечников, зелёных акцентных деталей, пуговиц на животе и высокотехнологичных очков. Позже Такэути была удивлена этими набросками и заявила, что не помнит, как рисовала их. Она также описывает Ами похожей на Норико Сакаи, звезду J-pop в начале 1990-х, и, когда Ами впервые появилась, Усаги думает про себя, что Ами похожа на мисс Реин, персонажа другого произведения Такэути. Эта отсылка пропала в новом издании манги 2003 года.
Некоторые детали профиля Ами были выбраны символично, например, её знак зодиака — Дева, который в астрологии относится к планете Меркурий. Согласно популярному японскому поверью, её группа крови A указывает на её благоразумность и утончённость.
Кандзи в фамилии Ами переводятся как «вода» (яп. 水 мидзу) и «поле» или «гражданин» (яп. 野 но); а её имя переводится как «Азия» или «второй» (яп. 亜 а) и «красота» (яп. 美 ми). Оно построена на игре слов, так как слог «но» может означать и притяжательный падеж, поэтому её имя может пониматься и как «Ами воды», и как «водяная Ами».

## Обзоры и критика
Официальные голосования, определяющие популярность персонажей «Сейлор Мун», выделяют Ами Мидзуно и Сейлор Меркурий как разных персонажей. В 1992 году читатели ранжировали их на 7-е и 4-е место соответственно из 38 предложенных героев. Год спустя из 50 героев Ами заняла 8-е место по популярности, а Меркурий — 9-е. В 1994 году из 51 позиции Ами заняла 15-е место, а Меркурий 16-е. В начале 1996 из 51 Ами всё также была 15-й, а Меркурий стала 19-й. Ами была самым популярным женским персонажем в голосовании Animage в мае 1993, а серия с её участием «Love for Ami?! A Boy Who Can Predict the Future» была 11-й в рейтинге серий. В следующем году она стала второй, уступив Верданди, и в 1995 она заняла 5-е место. В 1995 серия с ней «The Labyrinth of Water! Ami the Targeted» стала девятой популярной серией. В 1996 году после выхода Neon Genesis Evangelion она заняла уже 16-е место, и в 1997 стала 20-й.
Была издана серия из пяти книг, по книге на каждого из внутренних воинов и Сейлор Мун. Книга Ами вышла в 1996 году. Эта книга была позже переведена на английский издательством Mixx. Момент, в котором Ами получает свои силы, был новеллизирован Mixx.
Также она была популярна среди мужской аудитории «Сейлор Мун» благодаря своим компьютерным навыкам.

## Актрисы
В оригинальном аниме «Sailor Moon» Ами озвучивала опытная сэйю Ая Хисакава. После завершения съёмок Хисакава написала в артбуке, что она «выросла» благодаря Ами, что была «по-настоящему счастлива» встретить её. В сериале 2014 года голос Ами дала Хисако Канэмото.
В мюзиклах роль Ами исполняло 6 актрис: Аяко Морино, Юкико Миягава, Хисано Акаминэ, Мария Идзава, Тиэко Кавабэ и Манами Вакаяма.
В игровом сериале её роль исполняет Тисаки Хама, Ами в детстве — Канки Мацумото.